# Scala (musica)

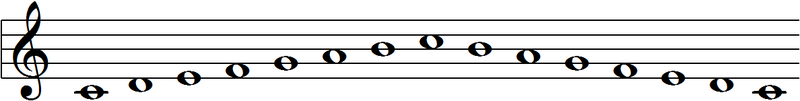
Scala di Do maggiore

Nella teoria musicale, una scala è una successione di suoni nell'ambito di un'ottava, di cui l'ultimo è una ripetizione del primo esattamente un'ottava sopra. Si chiama scala ascendente una scala in cui l'altezza delle note cresce, e scala discendente una in cui l'ordine è decrescente. Una stessa scala può presentare alterazioni differenti se considerata nel tratto ascendente o in quello discendente.

## Storia
La musica occidentale, dall'età greca ad oggi, si è basata su scale diatoniche a sette suoni che dividono l'ottava in cinque toni e due semitoni. In Grecia, per un certo periodo, venne seguito il genere enarmonico, che prevedeva scale con intervalli di 1/4 di tono. In epoca barocco-classica, fece la sua apparizione l'intervallo di 1 tono e 1/2 (2ª aumentata). Al periodo barocco risale il perfezionamento della scala detta "temperata" dovuto alla teorizzazione di Werckmeister nel 1691, che in seguito trovò conferma con l'opera di Johann Sebastian Bach, il "Clavicembalo ben temperato" del 1722 e 1744. Alla fine del XIX secolo lo studio della musica popolare e antica spinse i compositori a scegliere scale diverse da quelle impiegate correntemente: la scala maggiore e la scala minore. Nel XX secolo questa tendenza fu rafforzata grazie al blues. La musica pop ha favorito la diffusione di altre scale, utilizzate in particolari generi musicali o presso specifiche etnie.

## Caratteristiche
Concepita come una serie di intervalli, viene di norma definita come modo, anche se il concetto di modo implica un particolare comportamento melodico delle note componenti la scala, dato dal maggiore o minor grado di attrazione. Le note di una scala sono anche definite come gradi della scala.
Le scale conosciute sono numerose: scale diverse hanno un diverso numero di suoni (scale a cinque suoni, a sette suoni, ...) e diverse specie di intervalli. Popolazioni diverse adoperano scale diverse e una stessa popolazione può aver adottato differenti scale nel corso della storia, per motivi culturali e per l'utilizzo di differenti sistemi di accordatura (o temperamenti).
Spesso le scale sono costrutti teorici, costruiti "a tavolino" a volte sulla base di complesse relazioni matematiche/formali, tuttavia molta musica (soprattutto contemporanea o extraeuropea) è costruita con un approccio meno teorico.

## L'accordatura
Attraverso i secoli l'accordatura della scala diatonica tradizionale, costruita secondo l'intonazione pitagorica, ha subito rettifiche che hanno modificato l'ampiezza di alcuni intervalli: tali correzioni hanno via via portato a modulare la scala diatonica prima seguendo gli armonici naturali (dando vita all'intonazione naturale), poi guardando alla comodità di esecuzione (col temperamento equabile).

## Classificazione
Le scale possono essere classificate secondo diversi criteri, fra cui:
- gli intervalli che contengono (a toni interi con solo toni, cromatica con solo semitoni, diatonica con cinque toni e due semitoni);
- il numero di altezze che contengono all'interno dell'ottava (scala pentatonica, esatonica, eptatonica, ottotonica);
- la provenienza etnica (scala araba, cinese, orientale, napoletana);
- fra le scale diatoniche, l'ordine con cui si presentano gli intervalli (scala ionica, dorica, frigia, lidia, misolidia, eolia, locria).

Di seguito, una lista delle principali scale musicali.
- Scala maggiore
- Scala araba
- Scala minore napoletana
- Scala orientale
- Scala cinese
- Scala minore naturale
- Scala minore armonica
- Scala minore melodica
- Scala esatonale (o per toni interi)
- Scala aumentata
- Scala diminuita
- Scala alternata
- Scala enigmatica
- Scala bebop
- Scala blues
- Scala temperata
- Scala bachiana
- Scala maggiore armonica
- Scala di Alexander Skrjabin
- Scala superlocria